# Bremsspur

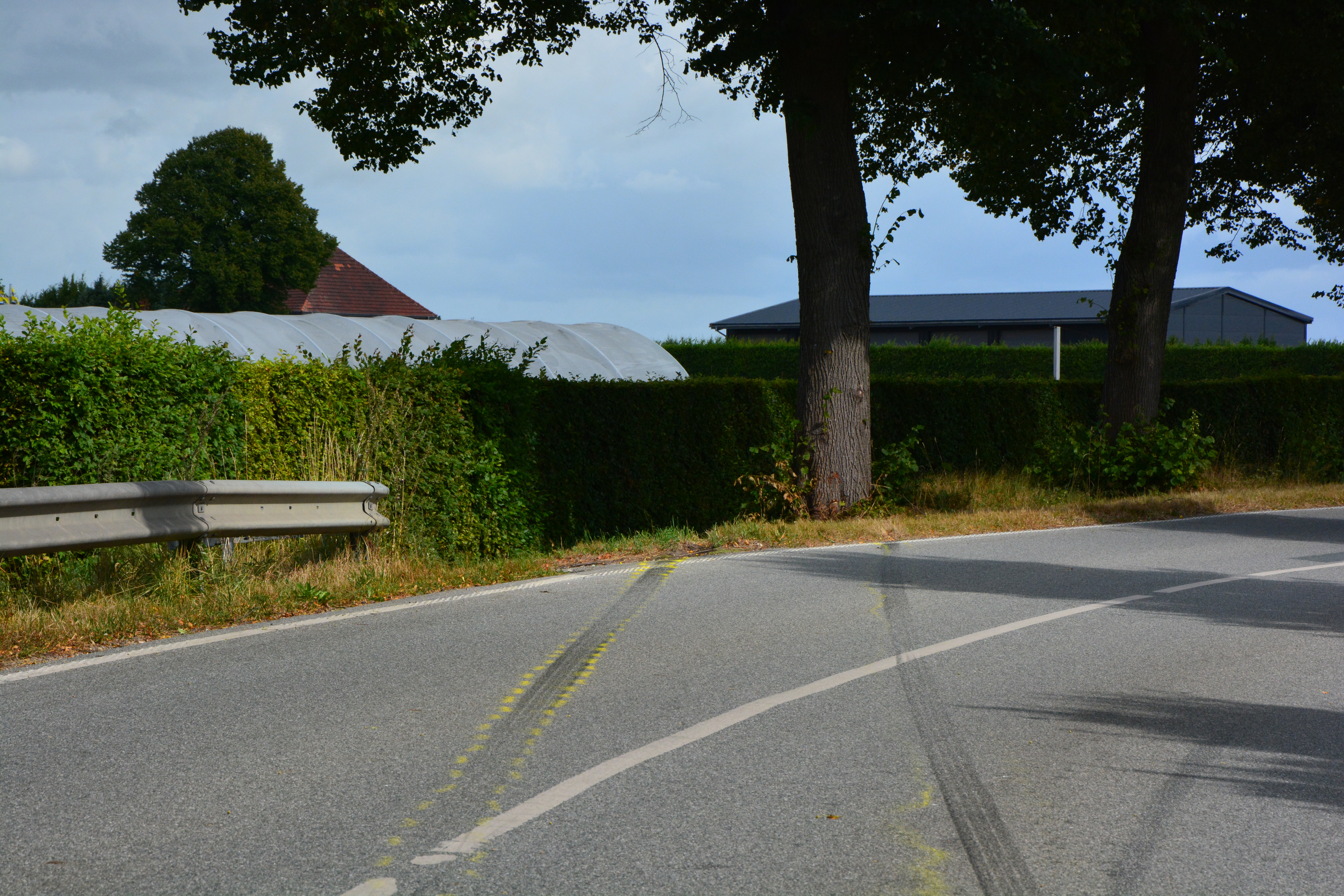
Bremsspuren einer Vollbremsung nach einem Unfall auf asphaltierter Straße. (Die gelben Abmarkierungen stammen von dem Sachverständigen, der den Unfall untersuchte.)

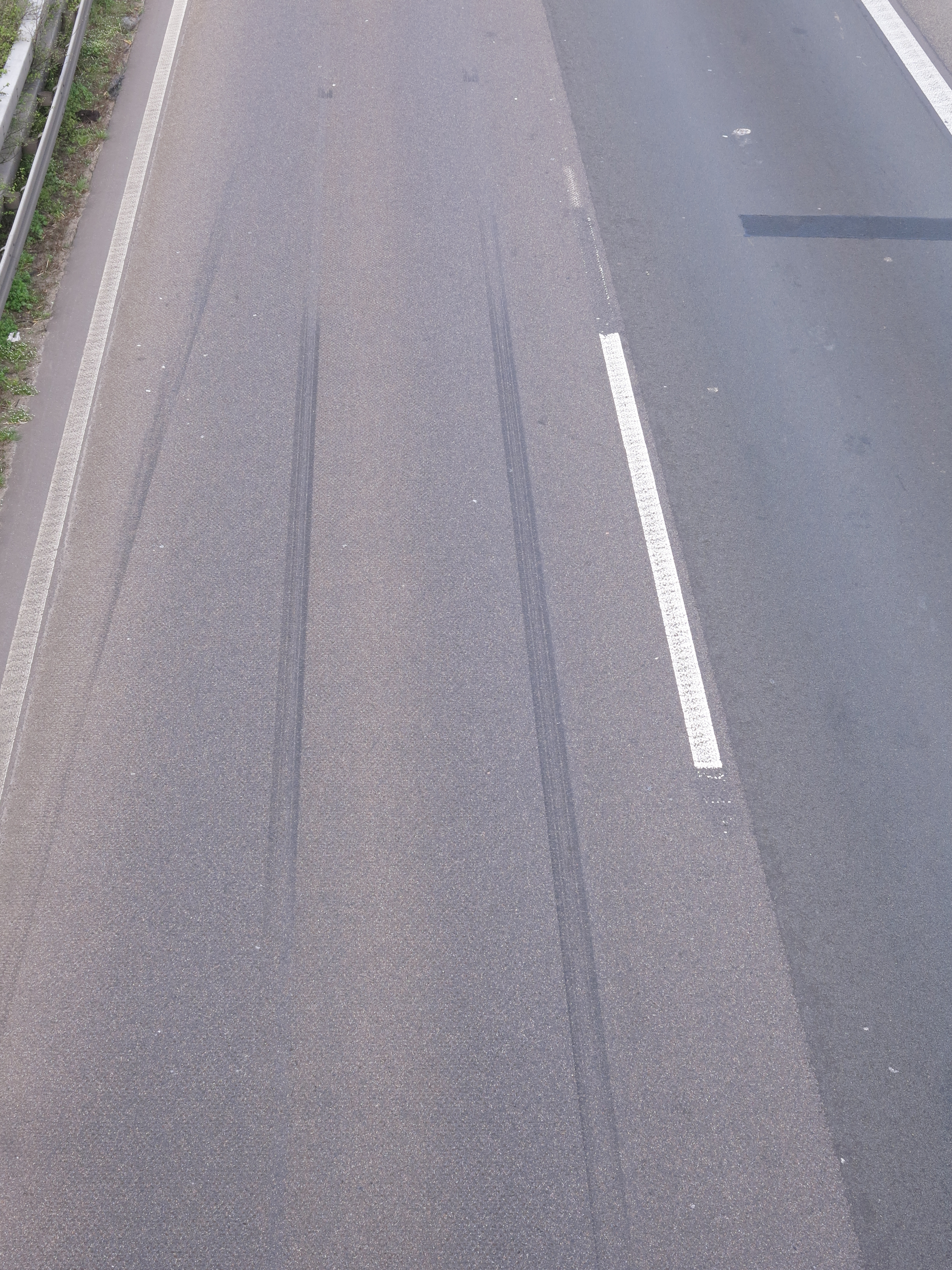
Zwei Bremsspuren mit Unterbrechung der Spurzeichnung kurz vor dem Aufprall, links daneben eine Driftspur.

Eine Bremsspur ist ein schwarzer Streifen auf der Fahrbahn, der durch den Gummiabrieb eines blockierenden oder stark abgebremsten Reifens sowie durch Ausschwitzung des Bindemittels (Bitumen) der Asphaltdecke entsteht. Üblicherweise wird eine Bremsspur auf trockener Fahrbahn ab einer Verzögerung von 6 m/s² gezeichnet.
Das Blockieren des Rades kann zwei Ursachen haben:
- Vollbremsung mit blockierenden Rädern
- Deformationen an Fahrgestell oder Karosserie, durch welche sich ein oder mehrere Räder nicht mehr frei drehen können.

Durch den Einsatz von Antiblockiersystemen (ABS) und Fahrdynamikregelungen (ESP) bei Kraftfahrzeugen wird die Entstehung von Bremsspuren verändert. 
Bei Personenkraftwagen (Pkw) hat die Verwendung von ABS, je nach Art des Bremsvorganges und des verwendeten Kfz, fast keinen Einfluss auf die Entstehung von Bremsspuren. Je nach Qualität (Regelhäufigkeit) und Justierung des ABS kann eine Bremsspur in regelmäßigen Intervallen unterbrochen sein (häufig bei Lkw). Beim Einsatz von ESP kann die Bremsspur Quermaserungen aufweisen, welche auf Regeleingriffe an den Rädern und auf den Schräglaufwinkel der Räder hinweisen.
Aus der Länge und dem Verlauf einer Bremsspur lassen sich Rückschlüsse ziehen über den Hergang von Unfällen:
1. Aus der Länge kann, unter Berücksichtigung des Fahrbahnbelags und der Witterung, die Ausgangsgeschwindigkeit des Fahrzeugs ermittelt werden.
2. Plötzliche Richtungsänderungen im Verlauf einer Bremsspur zeigen den genauen Anprallpunkt des Fahrzeugs auf ein Hindernis.
3. Fehlende Bremsspuren können auf technische Ursachen oder nicht erfolgte Reaktion des Fahrers hinweisen.
4. Die Beschaffenheit der Bremsspur (Struktur, Maserung) gibt Hinweise auf den Reifendruck und den Eingriff von Regelsystemen.[2]

Daher sind Bremsspuren ein wichtiges Beweismaterial bei der Aufklärung der Schuldfrage nach Verkehrsunfällen. Häufig werden sie (und andere Spuren des Unfalls, wie etwa Kratzspuren, Lackabrieb, Splitter, Verformung der Karosserie etc.) durch vermessungstechnische Methoden aufgenommen, wobei hier insbesondere der Unfallphotogrammetrie (also der Auswertung von Unfallfotos) Bedeutung zukommt.
Neben dem Blockieren der Räder ist seitliches Driften oder Schleudern des Fahrzeuges eine weitere Ursache von Reifenspuren auf befestigten Straßen.